# ويليام ك. جونز
ويليام ك. جونز (بالإنجليزية: William K. Jones)‏ هو ضابط أمريكي، ولد في 23 أكتوبر 1916 في جوبلن في الولايات المتحدة، وتوفي في 15 أبريل 1998 في الإسكندرية في الولايات المتحدة.